# EVA Air
Pour les articles homonymes, voir EVA.
長榮航空
EVA Air ou Evergreen Airlines (code AITA : BR ; code OACI : EVA; chinois simplifié : 长荣航空 ; chinois traditionnel : 長榮航空 ; pinyin : Chǎngróng hángkōng) est une compagnie aérienne de Taïwan.
Fondée par le leader du transport de conteneurs Evergreen Marine Corporation. Son président et fondateur Dr Chang Yung-Fa a fondé EVA Air en mars 1989 en commandant à la Boeing Company et à McDonnell Douglas un total de 26 avions pour un total de 3,6 milliards de dollars américains.
Elle est membre de Star Alliance depuis le 18 juin 2013.
Nom officiel : EVA Airways Corp.

## Histoire

### Lancement et débuts

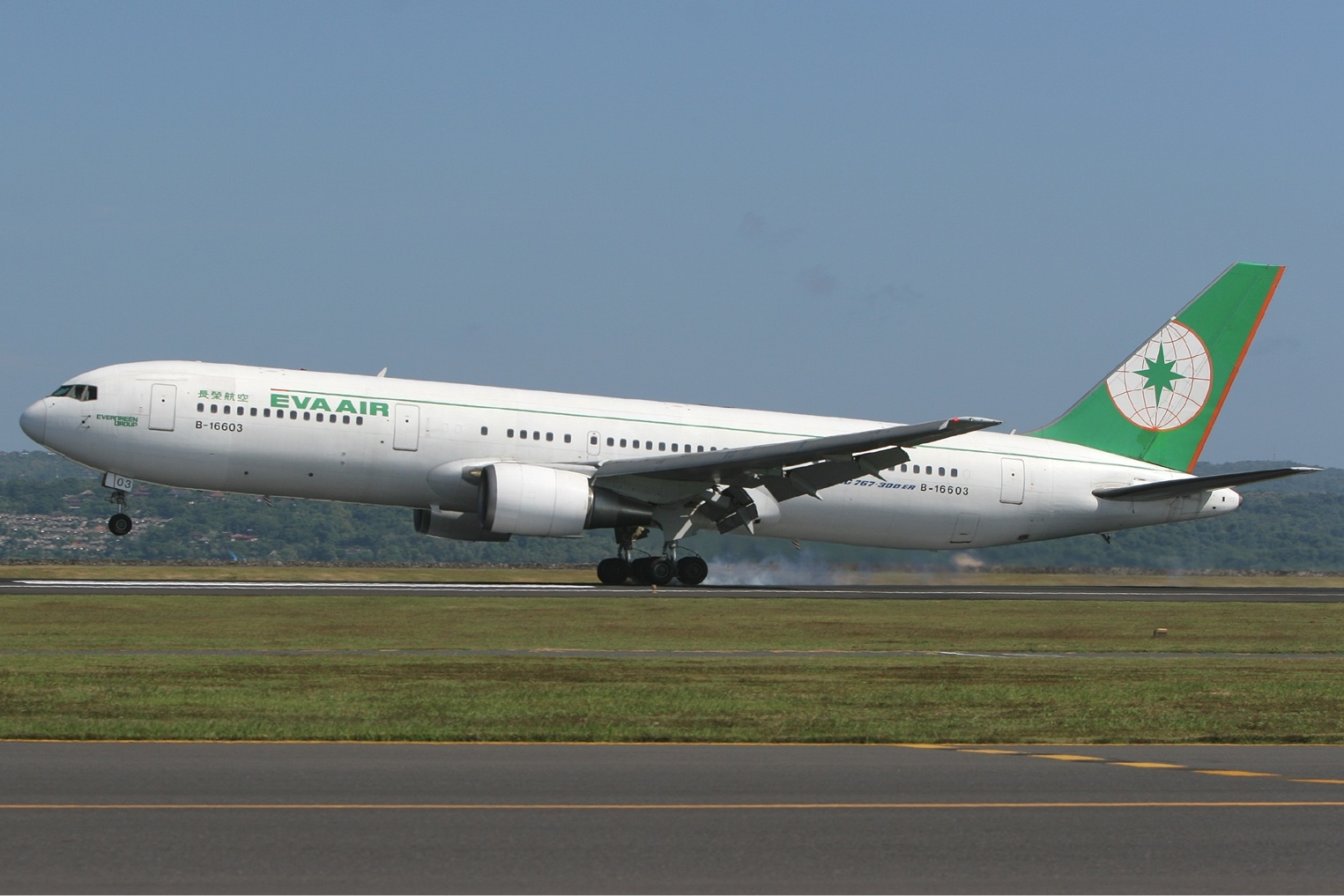
Débuts de la compagnie avec le Boeing 767

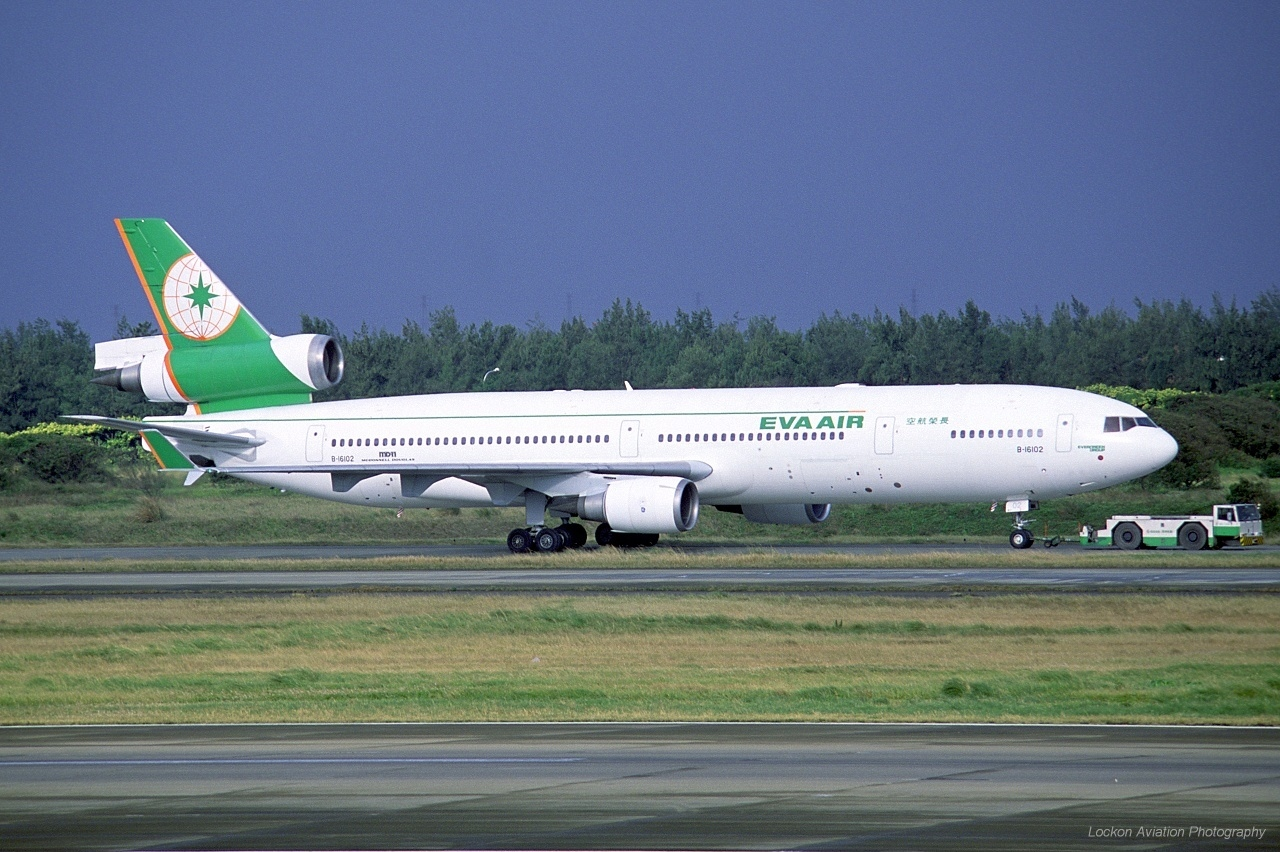
McDonnell Douglas MD-11

En septembre 1988, à l'occasion de la célébration du 20e anniversaire de la fondation d' Evergreen Marine Corporation, le président de la société Chang Yung-fa annonce vouloir créer la première compagnie aérienne internationale privée de Taiwan. L'occasion de créer une grande compagnie aérienne taïwanaise se présente à la suite de la décision du gouvernement taïwanais de libéraliser le système de transport aérien du pays.
EVA Airways Corporation est officiellement créée en mars 1989. La compagnie aérienne devait à l'origine s'appeler Evergreen Airways, cependant jugé trop semblable à la compagnie aérienne indépendante d'Evergreen International de fret. En octobre 1989, la nouvelle EVA Airways Corporation commande 26 avions de Boeing et McDonnell Douglas, dont des Boeing 747-400 et MD-11 pour une valeur de 3,6 milliards de dollars américains.

Mais les opérations débutent tout d'abord le 1er juillet 1991 avec une flotte réduite de Boeing 767-300ER, Les premiers vols depuis Taipei étaient à destination de Bangkok, Séoul, Jakarta, Singapour et Kuala Lumpur. À la fin de l'année, le réseau de la compagnie s'élargit vers des destinations d'Asie de l'Est et européennes Eva Air génère 40 millions de dollars américains dès la première année..

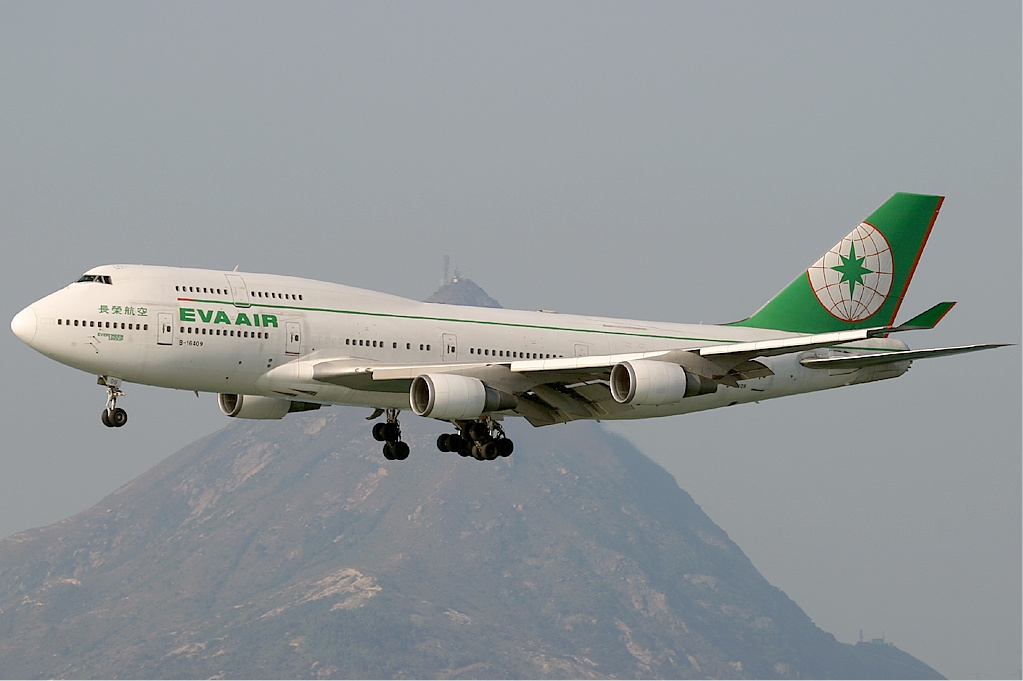
Boeing 747-400 d'Eva Air avec la livrée d'origine

### Expansion dans les années 1990
En 1992, EVA Air reçoit le premier des Boeing 747-400 en commande et lance en décembre une classe économique premium, « Economy Deluxe », sur ses 747 vols transpacifiques à destination de Los Angeles,,. Jusque là, la compagnie comptait deux classes, économique et affaire dans ses Boeing 767. En 1993, EVA Air ajoute des vols vers Seattle, New York, Bangkok et Vienne avec le Boeing 747-400.
En 1994, EVA Air assure un service régulier vers 22 destinations dans le monde et transporte plus de 3 millions de passagers par an. À l'international, l'expansion rapide d'EVA Air et l'augmentation du volume de passagers ont été stimulées par son bilan de sécurité, contrairement à son principal concurrent, China Airlines,. En plus de recevoir la certification IOSA (IATA Operational Safety Audit), EVA Air obtient en 1997 la certification officielle ISO 9002 simultanée dans les domaines des services aux passagers, au fret et à la maintenance.
La branche EVA Air Cargo commence ses opérations en avril 1995, avec des vols hebdomadaires en McDonnell Douglas MD-11 vers Taipei, Singapour, Penang, San Francisco, New York et Los Angeles. La flotte d'EVA Air Cargo compte cinq appareils à la fin de l'année.
Au milieu des années 90, EVA Air concentre son développement sur le marché intérieur de Taiwan en acquérant des parts dans Makung International Airlines, suivie de Great China Airlines et Taiwan Airways. Le 1er juillet 1998, les trois compagnies, ainsi que les opérations domestiques d'EVA, fusionnent sous le nom UNI Air. UNI Air opère ainsi des vols court-courriers intérieurs au départ de sa base de Kaohsiung, le port sud de Taiwan et la deuxième plus grande ville.

### Les années 2000
En 2000, EVA Air entame le premier renouvellement majeur de sa flotte long-courrier. La compagnie aérienne devient ainsi l'un des clients de lancement du Boeing 777-300ER, en commandant quatre avions plus huit options Dans le même temps, la compagnie aérienne passe une commande de trois Boeing 777-200LR. En janvier 2001, EVA Air commande son premier avion Airbus, l' A330-200. Les Boeing 777 sont déployés vers les destinations américaines et européennes, tandis que les Airbus A330 sont destinés aux liaisons régionales asiatiques..
En 2001, EVA Air a commencé à coter des offres publiques d'actions à la Bourse de Taiwan. Au départ, un pour cent des actions de la société était offert en vente libre, le quart étant détenu respectivement par la société mère Evergreen Marine Corporation et les employés d'EVA Air. En 2002, EVA Air subit des réformes internes, avec des réductions de personnel et une gestion rationalisée. Cela aboutit à un processus qui avait commencé en 1997, lorsque la crise financière asiatique a commencé à affecter la rentabilité. La contagion du SRAS de 2002–2003 a également affecté le trafic de passagers pour les vols moyen-courriers en Asie du Sud-Est, tandis que les vols long-courriers vers l'Amérique du Nord, le Japon et l' Europe ont été moins touchés.

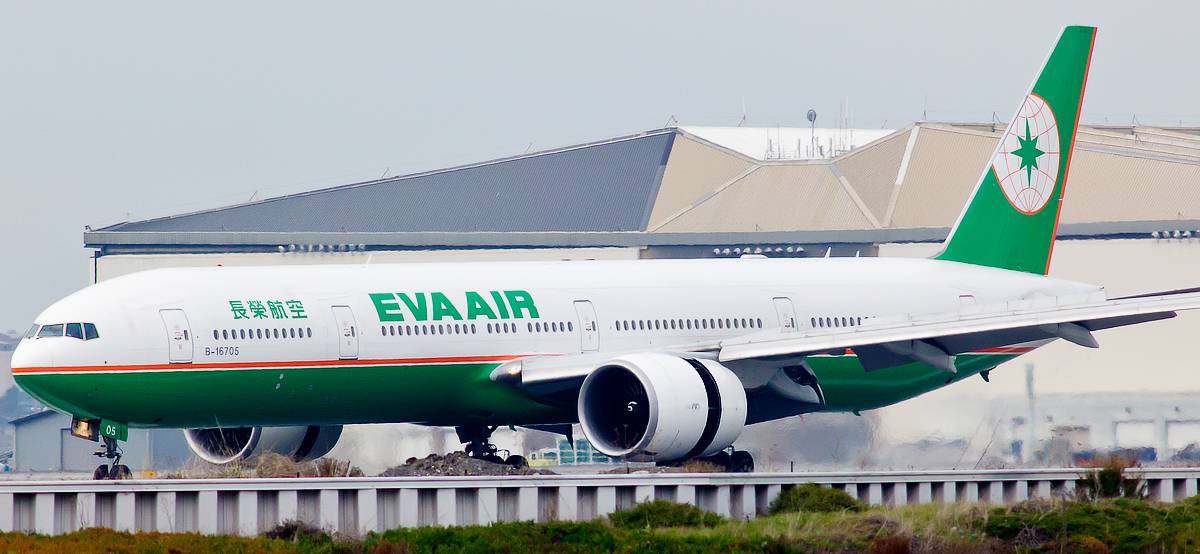
Eva Air Boeing 777-300ER

En 2004, EVA Air convertit les huit options restantes pour les Boeing 777-300ER en commandes fermes Le premier Boeing 777-300ER entre en service en juillet 2005. Avec l'arrivée de ses nouveaux Boeing 777, EVA Air lance une refonte complète de ses cabines. En décembre 2005, EVA Air et ses divisions associées comptent 5 098 employés et le réseau de la compagnie aérienne couvre 40 destinations passagers dans le monde, avec des destinations cargo supplémentaires.
Pour la période 2007–2008, EVA Air fait face à une flambée de 34% des prix du carburant, ce qui contribue à une perte de 61,2 millions de dollars américains en 2007. En août 2008, EVA Air déclare une deuxième perte trimestrielle en raison de l'augmentation des coûts de carburant. Pour y faire face, la compagnie aérienne met en place des réductions d'horaires de vol et des augmentations de frais Au début de l'année 2008, le bureau d'affaires d'EVA Air à El Segundo, en Californie, annonce une importante réduction de personnel, avec plus de la moitié des employés non retenus d'ici mai 2008.. La moitié des fonctions exercées par le personnel basé aux États-Unis sont transférées à Taiwan.
EVA Air transporte 6,2 millions de passagers en 2007 et compte 4 800 employés en avril 2008. Le transporteur est de nouveau rentable au premier trimestre de 2009, avec un gain net de 5,9 millions de dollars américains. En août 2010, EVA Air est nommée dans les 10 meilleures compagnies aériennes internationales dans le cadre des World's Best Awards de Travel + Leisure.

### Nouvelle expansion (années 2010)
En 2010, Chang Kuo-wei, fils de Chang Yung-fa, revient au poste de président d'EVA Air. Le transporteur enregistre une augmentation des ventes et des bénéfices annuels. Au début de 2011, la compagnie est en discussion pour adhérer à une alliance avec Star Alliance et Oneworld. En 2010 et 2011, de nouvelles lignes sont ouvertes comme vers Toronto, Guam, New-York JFK.
Le 27 mars 2012, EVA Air annonce rejoindre Star Alliance en 2013. Le 24 septembre 2012, EVA Air signe un partenariat avec la suite Amadeus IT Group Altéa pour son système Altéa Revenue Management. Le 18 juin 2013, EVA Air devient membre à part entière de Star Alliance.
En octobre 2014, EVA AIR annonce vouloir d'élargir son réseau nord-américain en ajoutant de nouvelles lignes vers Houston et Chicago, et prévoit étendant 55 vols par semaine à 63 vols par semaine vers l'Amérique du Nord.

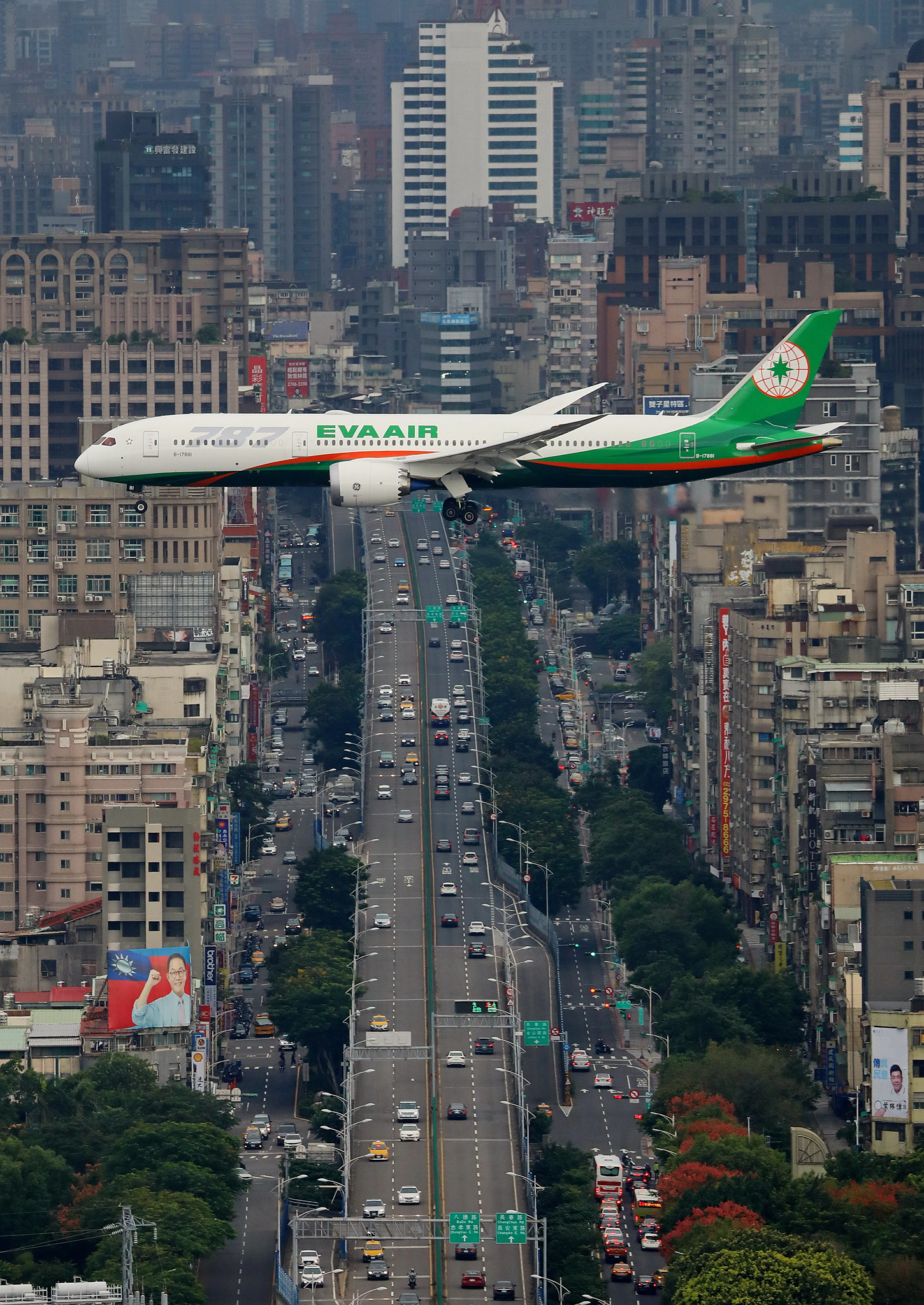
Boeing 787-9 d'EVA Air.

En octobre 2015, EVA AIR annonce son intention de commander jusqu'à 24 Boeing 787 Dreamliners et deux autres Boeing 777-300ER. EVA Airways est par ailleurs une des compagnies de lancement du Boeing 787-10.
En novembre 2015, EVA Air dévoile une nouvelle livrée sur son 22e Boeing 777-300ER.
En janvier 2016, Chang Kuo-Wei devient le président du groupe Evergreen à la suite du décès de son père Chang Yung-fa. En mars 2016, un coup d'État des trois enfants du premier mariage de Chang Yung-fa destitue Chang Kuo-Wei en tant que président et l'a remplacé par Lin Pang-Shui (Steven Lin). Chang Kuo-Wei créé ensuite une nouvelle compagnie aérienne distincte d'EVA Air, appelée StarLux Airlines.
En juin 2016, EVA Air obtient une note Skytrax de 5 étoiles, avec All Nippon Airways, Asiana Airlines, Cathay Pacific, Etihad Airways, Garuda Indonesia, Hainan Airlines, Japan Airlines, Lufthansa, Qatar Airways et Singapore Airlines.
Le 24 août 2017, EVA Air dévoile son uniforme de troisième génération, conçu par la maison de couture Shiatzy Chen. Ces nouveaux uniformes sont introduits en novembre 2017, remplaçant l'uniforme de deuxième génération en place depuis 2003.
Le 2 octobre 2018, EVA Air reçoit le premier des quatre Boeing 787-9 Dreamliners commandés. En juin 2019, EVA Air prend livraison du premier des vingt Boeing 787-10 Dreamliners (elle en a huit autres en option).

## Identité

### Nom et logo
Le nom «EVA» a été tiré des deux premières lettres de «Evergreen» et de la première lettre de «Airways». Le nom «EVA» est toujours orthographié en majuscules et se prononce «EVA». La compagnie aérienne utilise le logo de sa société mère, en utilisant du vert avec une bordure orange.

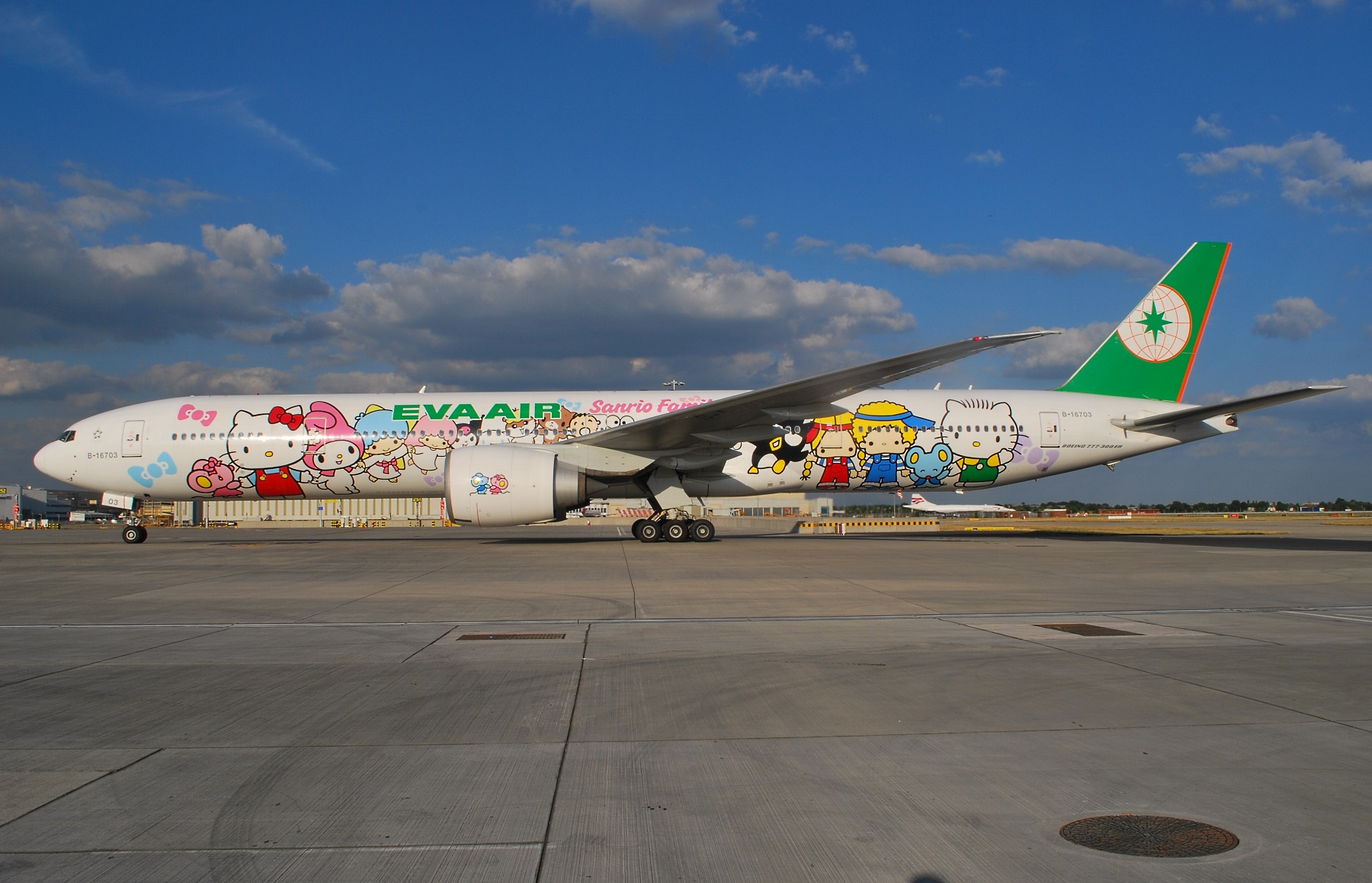
Un Boeing 777 avec la livrée spéciale "Hello Kitty"

### Livrée et uniformes
La livrée standard d'EVA Air est composée de vert foncé, illustrant la durabilité, et de orange, représentant l'innovation technologique. Le logo du globe arrière est destiné à représenter la stabilité et la fiabilité, et son positionnement sur la queue, avec un coin sur le bord, représente l'innovation de service. La livrée d'EVA Air a été légèrement revue en 2002, avec une police de caractères plus grande et l'utilisation de vert couvrant l'avion sous la ligne de fenêtre. La conception de la queue et le logo sont restés inchangés. Fin 2015, EVA Air a redessiné la livrée et le logo de la queue, en utilisant la couleur vert foncé sur le ventre, et a retiré la ligne orange sur le bord de la queue pour mettre en valeur l' identité de l' entreprise. La compagnie possède également quelques avions peints dans des livrées spéciales comme Hello Kitty.
Les uniformes de la compagnie sont conçus par la maison de couture Shiatzy Chen. Ces nouveaux uniformes ont été introduits en novembre 2017, remplaçant l'uniforme de deuxième génération en place depuis 2003.

Évolution de la livrée
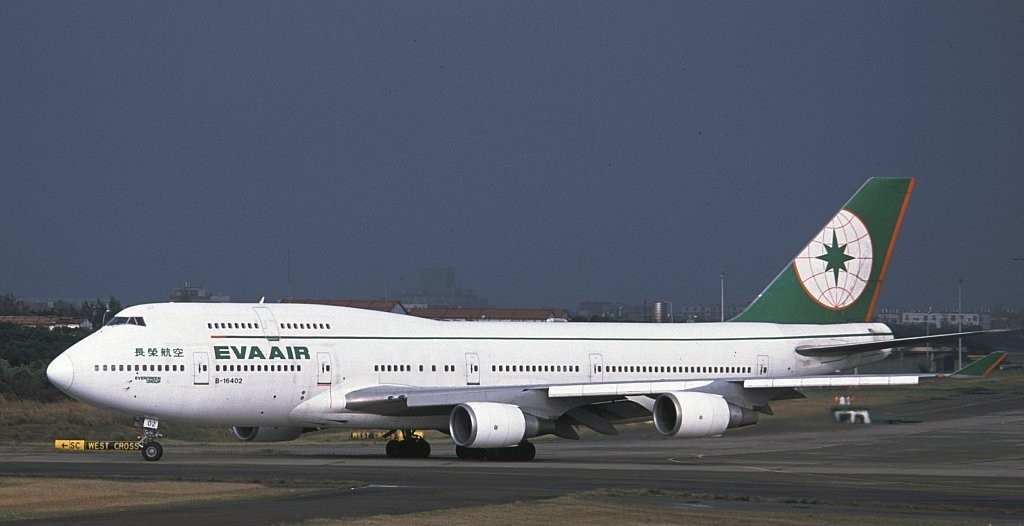
Livrée d'Eva Air jusqu'en 2003
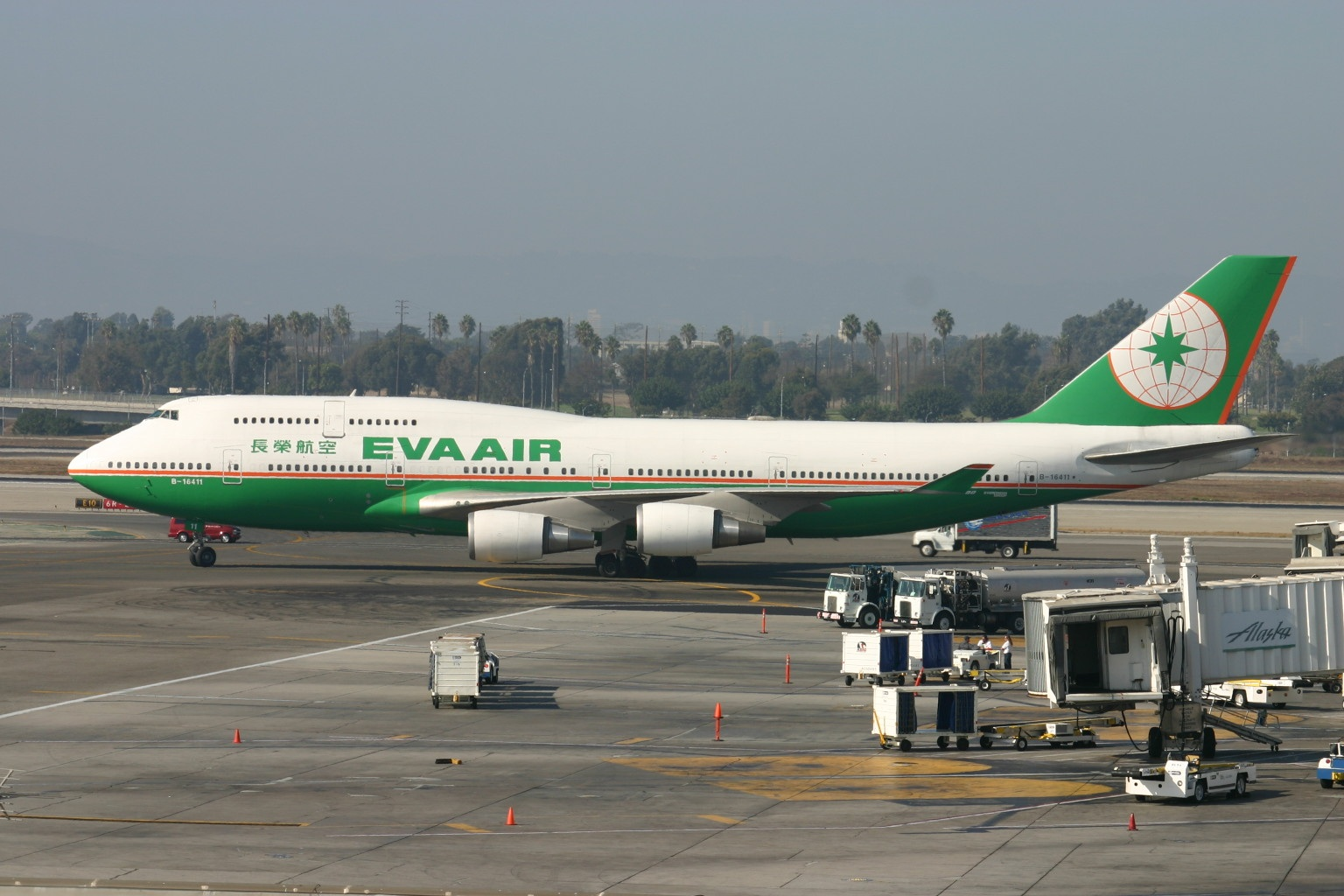
Livrée de 2003 à 2015
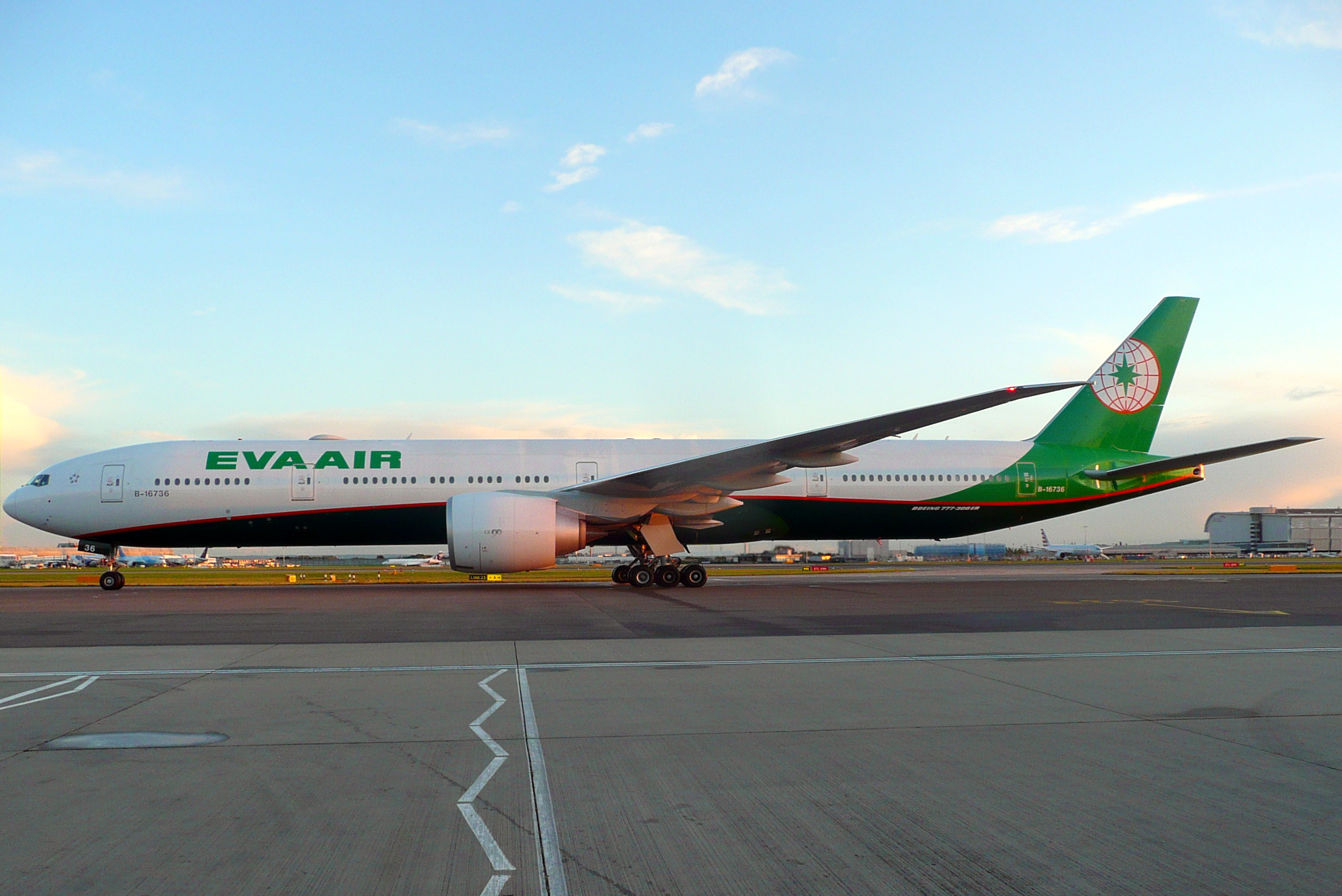
Livrée actuelle d'EVA Air depuis 2015

## Destinations
La plupart des vols EVA Air proviennent de l'aéroport international de Taiwan Taoyuan, son principal hub près de Taipei, Taiwan. À l'aéroport international Taiwan Taoyuan, les opérations aériennes d'EVA Air sont concentrées dans le terminal 2. De plus, EVA Air et sa filiale nationale UNA Air effectuent de nombreux vols au départ de l'aéroport international de Kaohsiung. L’aéroport Suvarnabhumi de Bangkok est une ville phare pour EVA Air à l’extérieur de Taïwan, avec des liaisons ouest vers toutes ses destinations européennes, à l’exception de Paris, qui effectue des vols sans escale.

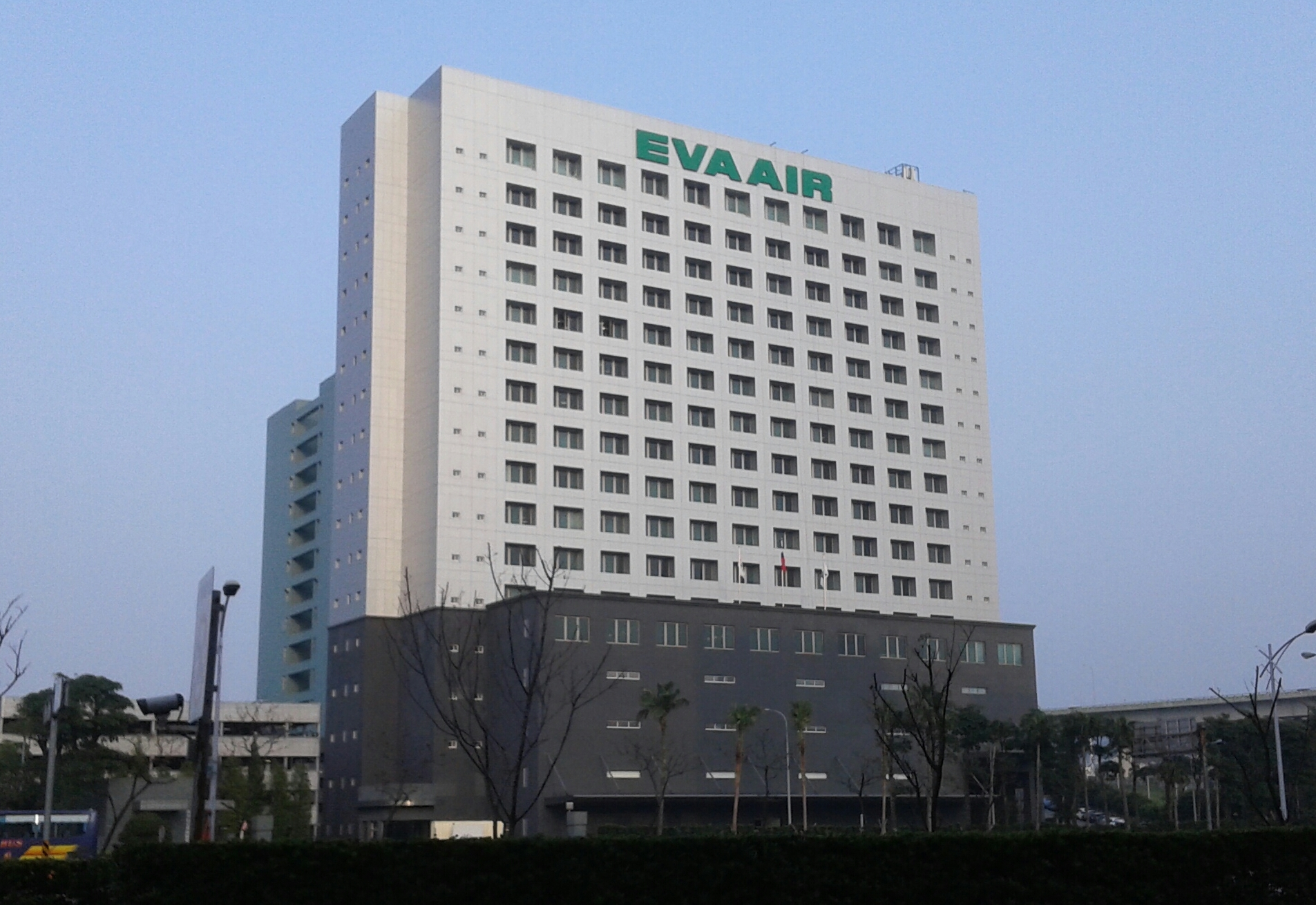
QG d'EVA Air

Au milieu des années 2000, le réseau de lignes d'EVA Air était affecté par le statut politique de Taiwan, qui a toujours limité l'accès des compagnies aériennes taïwanaises à l'Europe et à certains pays asiatiques. Comme les transporteurs taïwanais n'avaient pas d'accès direct en Chine, EVA Air a utilisé Hong Kong, Bangkok et Macao comme destinations interligne. En 2008, EVA Air a exploité des vols charters réguliers à destination de la Chine. La compagnie aérienne a commencé ses activités régulières dans le détroit en décembre 2008, à la suite du rétablissement des liaisons de transport direct.
Une liaison à Houston a été ouverte en juin 2015 et le service à destination de Chicago O'Hare a débuté le 2 novembre 2016 avec un 777-300ER, dans le cadre de l'augmentation prévue du nombre de vols en Amérique du Nord, passant de 58 à 77 vols par semaine.
EVA Air a lancé un nouveau service toute l'année à Istanbul le 5 mars 2016, exploitant des appareils 777-300ER. Cette route a d'abord été ramenée à une fréquence saisonnière, puis totalement annulée en septembre 2016. EVA Air a également lancé un service quotidien à destination de Cebu, aux Philippines, le 27 mars 2016, à l'aide d'avions A321-200. De plus, EVA Air a étendu ses services en Asie du Sud-Est en proposant des vols quotidiens vers Chiang Mai le 1er juillet 2018.

## Partage de code
EVA Air partage ses codes avec les compagnies suivantes, y compris les membres de Star Alliance qu’elle a rejoint en 2013
- Air Canada
- Air China
- Air India
- Air New Zealand
- All Nippon Airways
- Asiana Airlines
- Avianca
- Bangkok Airways
- Copa Airlines
- Hainan Airlines
- Hong Kong Airlines
- Shandong Airlines
- Shenzhen Airlines
- Singapore Airlines
- Thai Airways
- Turkish Airlines
- Uni Air
- United Airlines

## Sécurité
A ce jour, EVA Air n'a connu aucun accident mortel ni perdu d'appareil depuis le début de ses opérations. Le 21 janvier 2021, elle a été classée sixième compagnie la plus sûre du monde par cntraveler.com. En avril 2023, elle a été classée neuvième compagnie la plus sûre par le site Airlineratings.com.

## Flotte

### Flotte actuelle

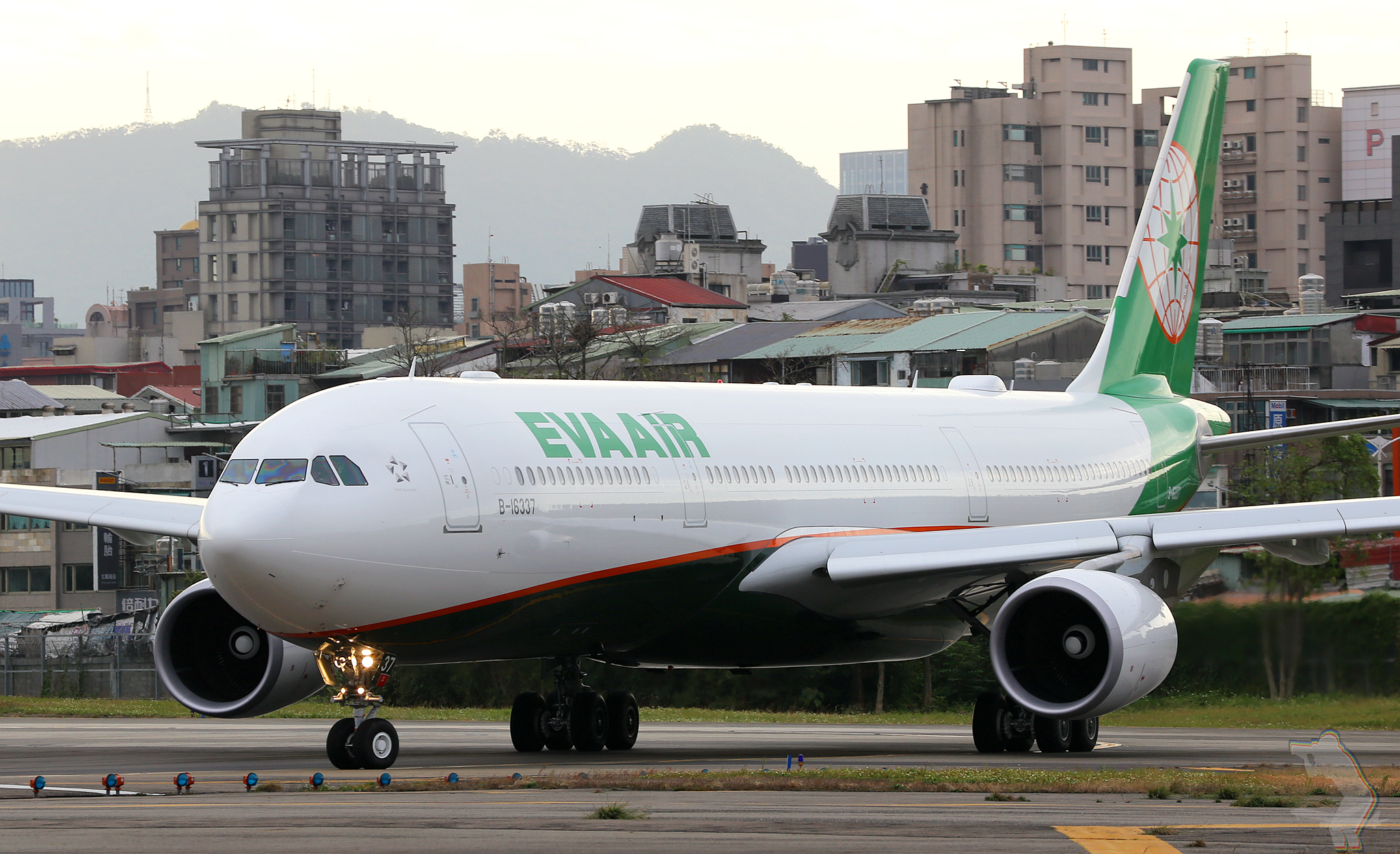
Un Airbus A330-300 d'EVA AIr

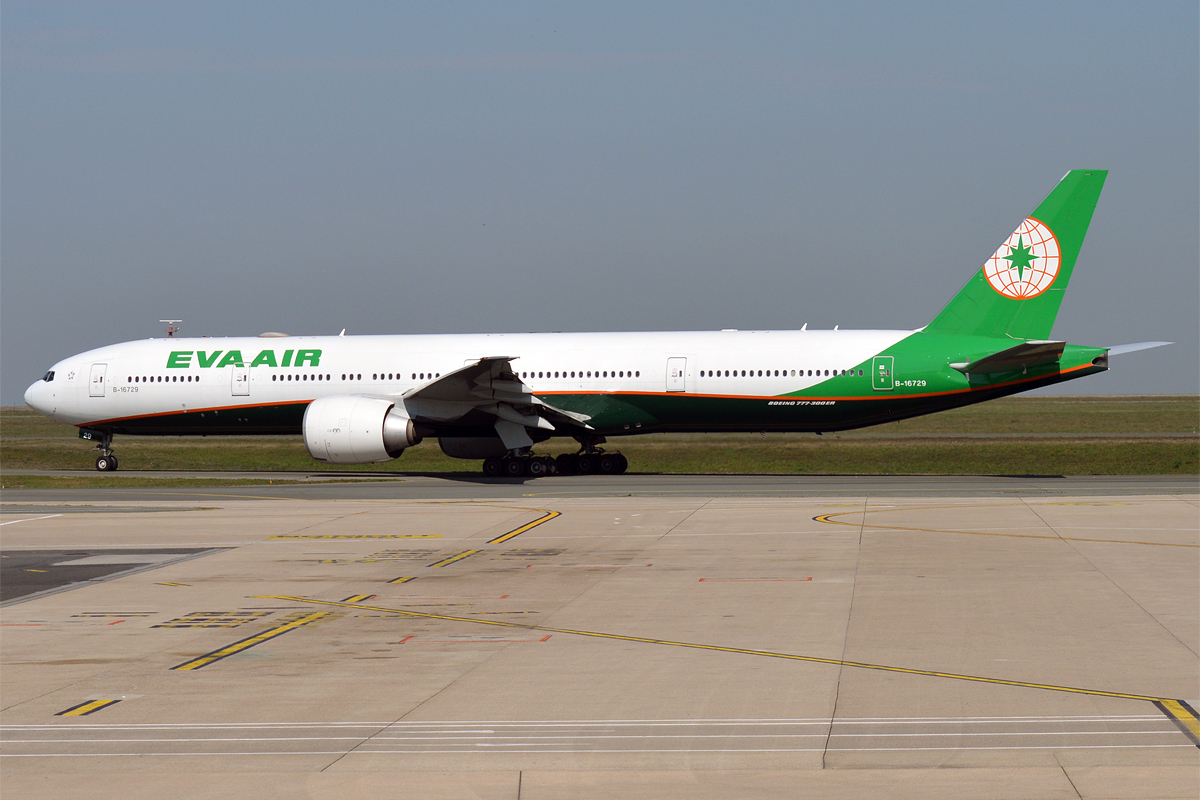
Un Boeing 777-300ER effectuant la liaison Paris (CDG) - Taipei (TPE)

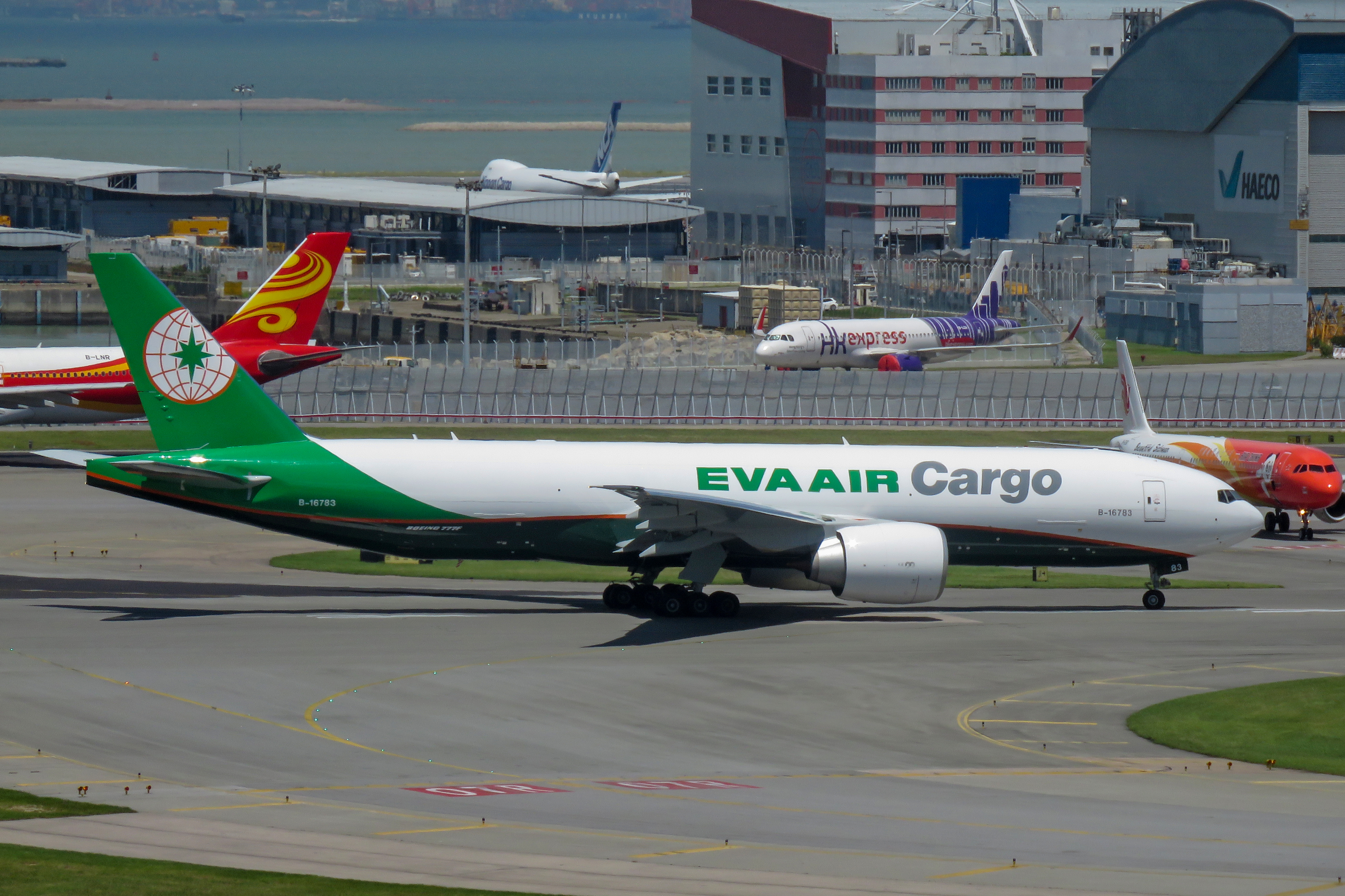
Un des cinq avions cargo de la compagnie

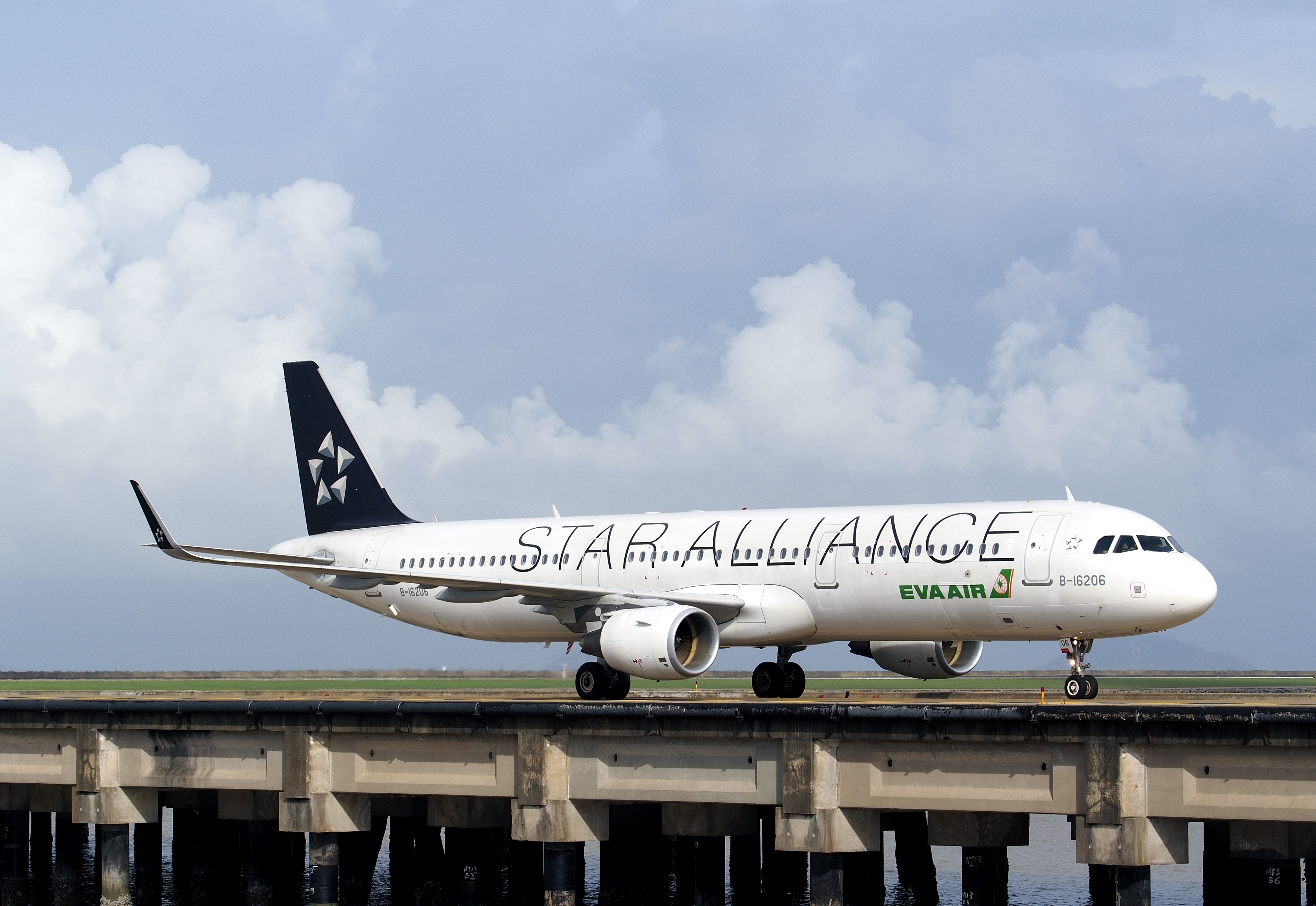
Un Airbus A321 aux couleurs de Star Alliance

En avril 2025, les appareils suivants sont en service au sein de la flotte d’EVA Air, :

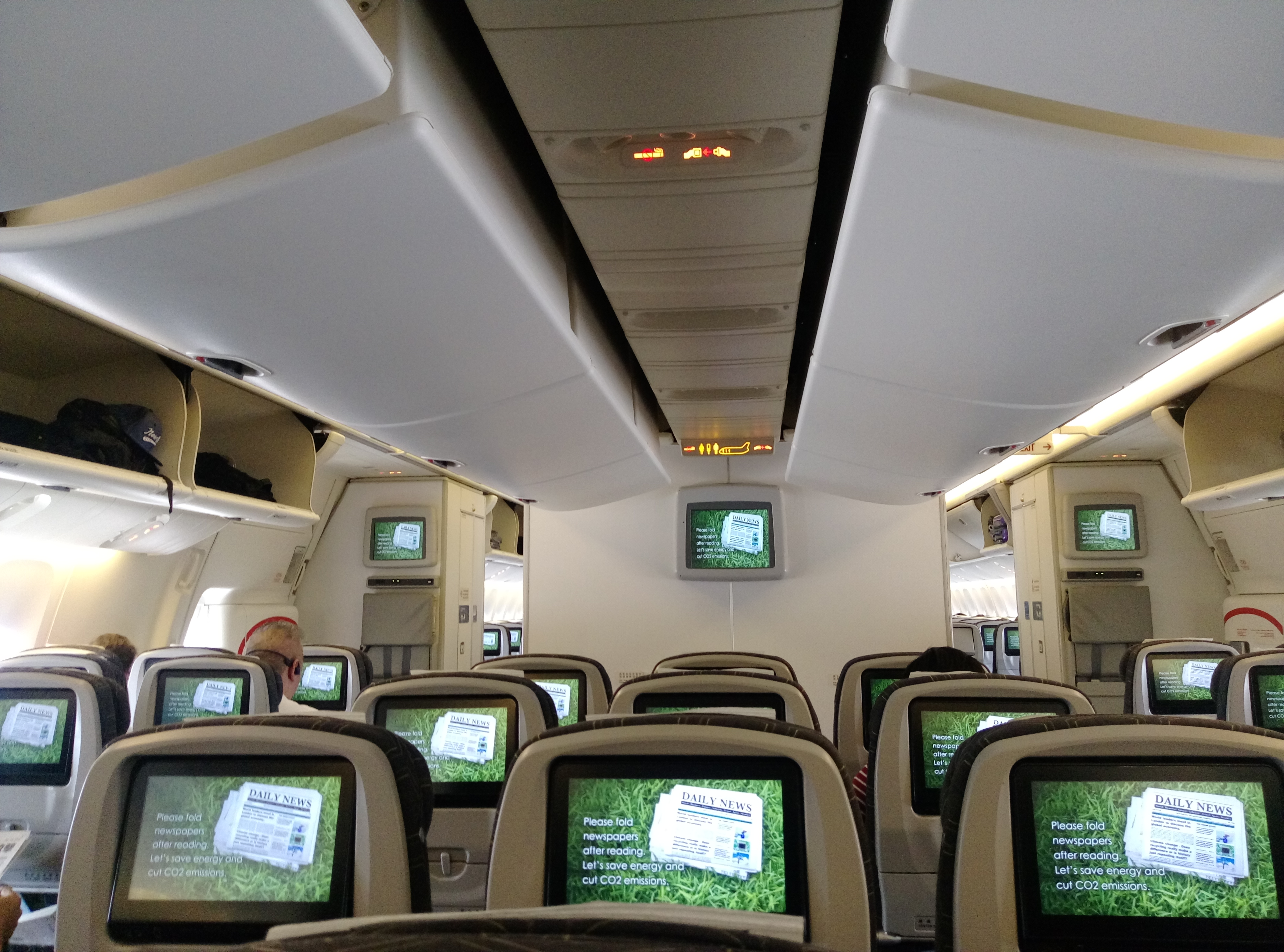
Intérieur d'un Boeing 777 de la compagnie
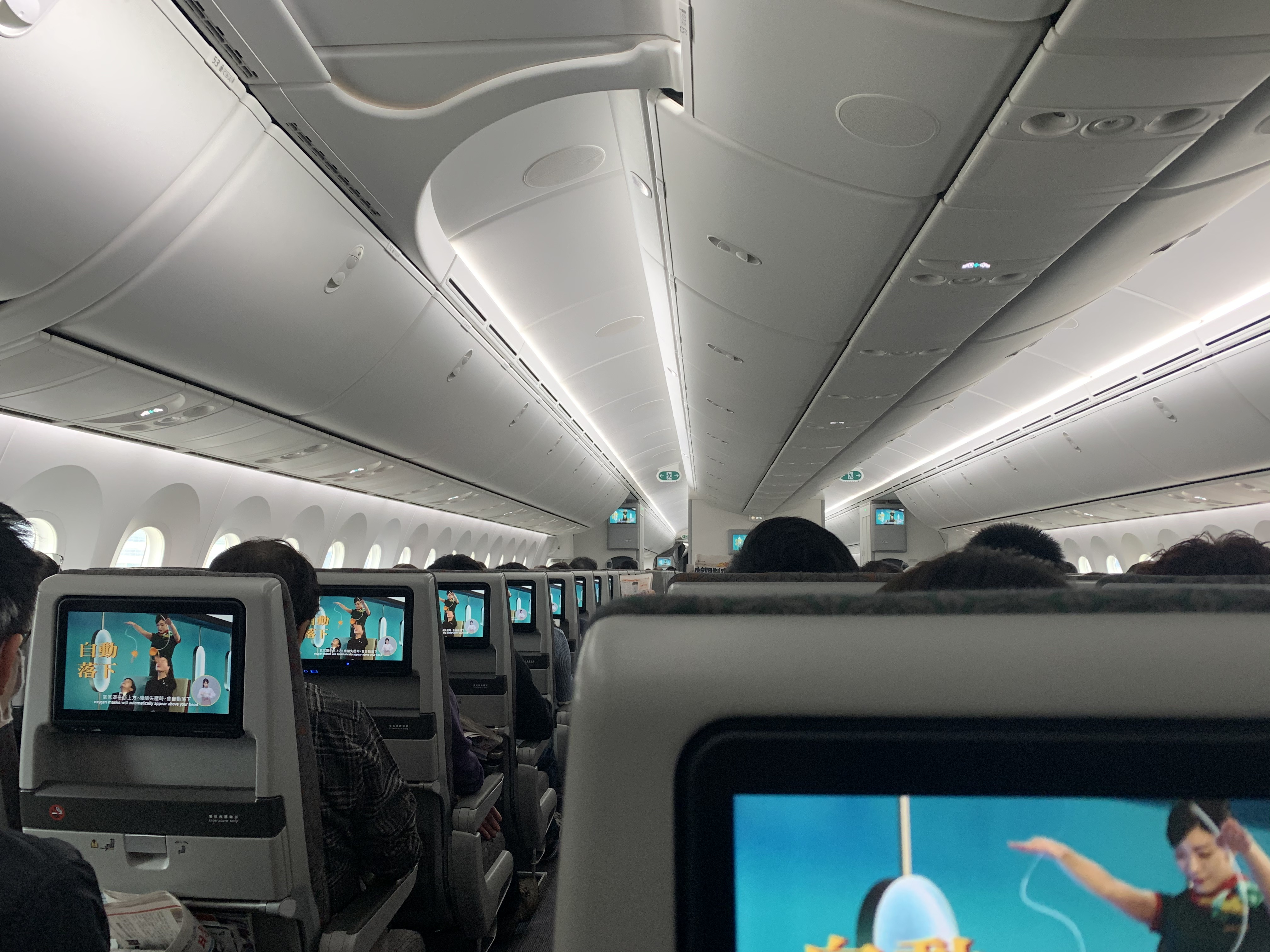
Cabine d'un Boeing 787-9 d'EVA Air

### Maintenance
La compagnie EVA Air possède ses propres installations de formation des pilotes et des agents de bord, ainsi que ses divisions de soutien au sol Evergreen Sky Catering et Evergreen Airline Services. EVA Air est associé à General Electric depuis 1998 pour exploiter Evergreen Aviation Technologies Corporation (EGAT), un service de maintenance lourde et de révision d'avions. Evergreen Aviation Technologies Corporation fournit des services de sécurité, de réparation et d'entretien pour EVA Air.

### Ancienne flotte
| Avion                      | Introduit | Retiré | Remplacement     | Remarques                                     |
| -------------------------- | --------- | ------ | ---------------- | --------------------------------------------- |
| Airbus A320-200            | 2007      | 2009   | Airbus A321-200  |                                               |
| Boeing 747-400             | 1992      | 2017   | Boeing 777-300ER | Dernier vol le 21 août 2017,.                 |
| Boeing 747-400BDSF         | 1999      | 2019   | Boeing 777F      |                                               |
| Boeing 747-400F            | 2000      | 2018   | Boeing 777F      |                                               |
| Boeing 747-400F            | 2000      | 2018   | Boeing 777F      | Loué auprès d'Atlas Air.                      |
| Boeing 747-400M            | 1993      | 2015   | Boeing 777-300ER |                                               |
| Boeing 747-400M            | 1993      | 2015   | Boeing 777-300ER | Converti en cargo après la carrière passagers |
| Boeing 757-200             | 2002      | 2004   | Aucun            |                                               |
| Boeing 767-200             | 1994      | 2005   | Airbus A330-200  |                                               |
| Boeing 767-300ER           | 1991      | 2007   | Airbus A330-300  |                                               |
| McDonnell Douglas MD-11    | 1992      | 2003   | Boeing 777-300ER | Converti en cargo après la carrière passagers |
| McDonnell Douglas MD-11F   | 1992      | 2015   | Boeing 777F      |                                               |
| McDonnell Douglas MD-11F   | 1992      | 2015   | Boeing 777F      |                                               |
| McDonnell Douglas MD-90-30 | 1996      | 2016   | Airbus A321-200  |                                               |

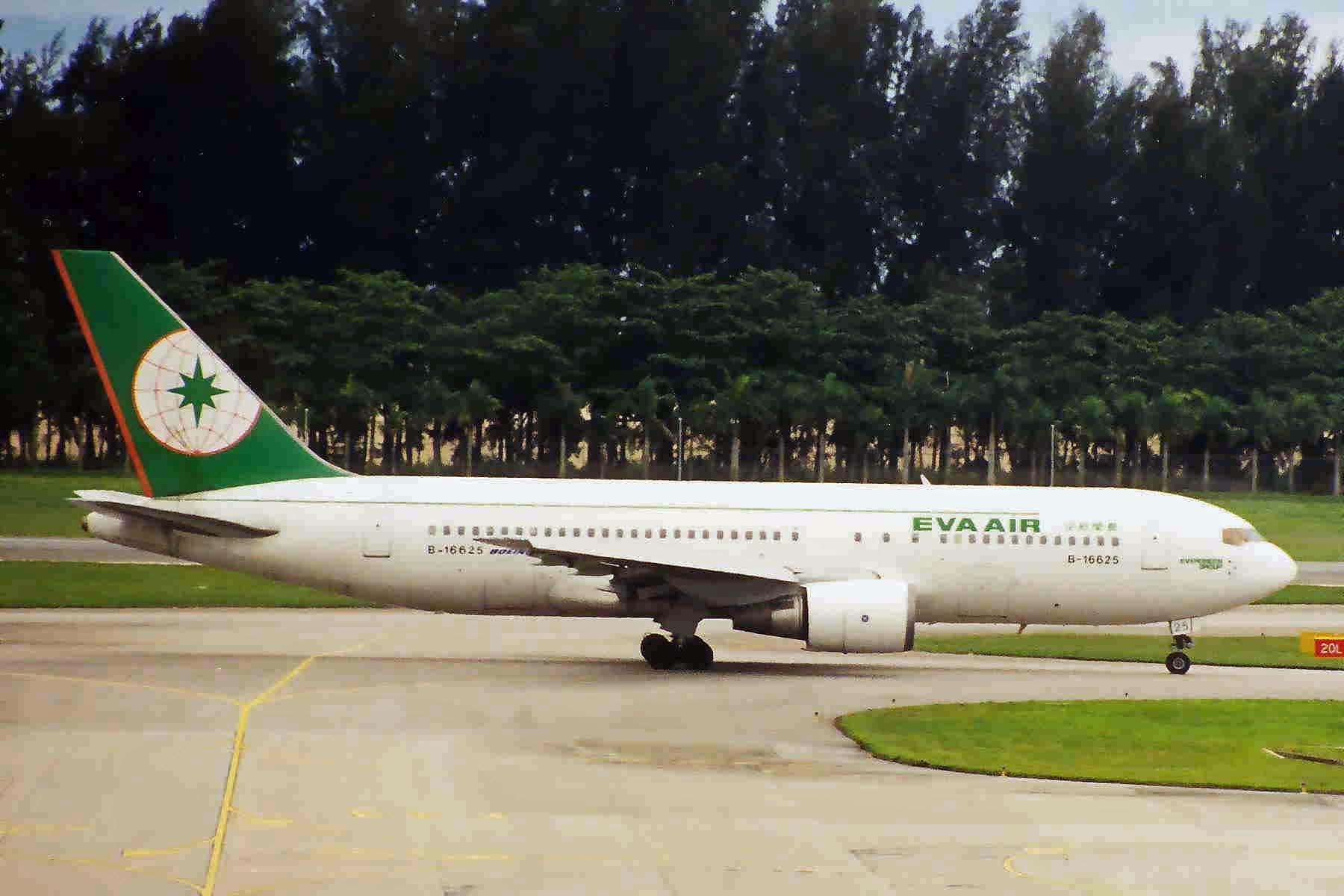
Un Boeing 767-200 en 1999
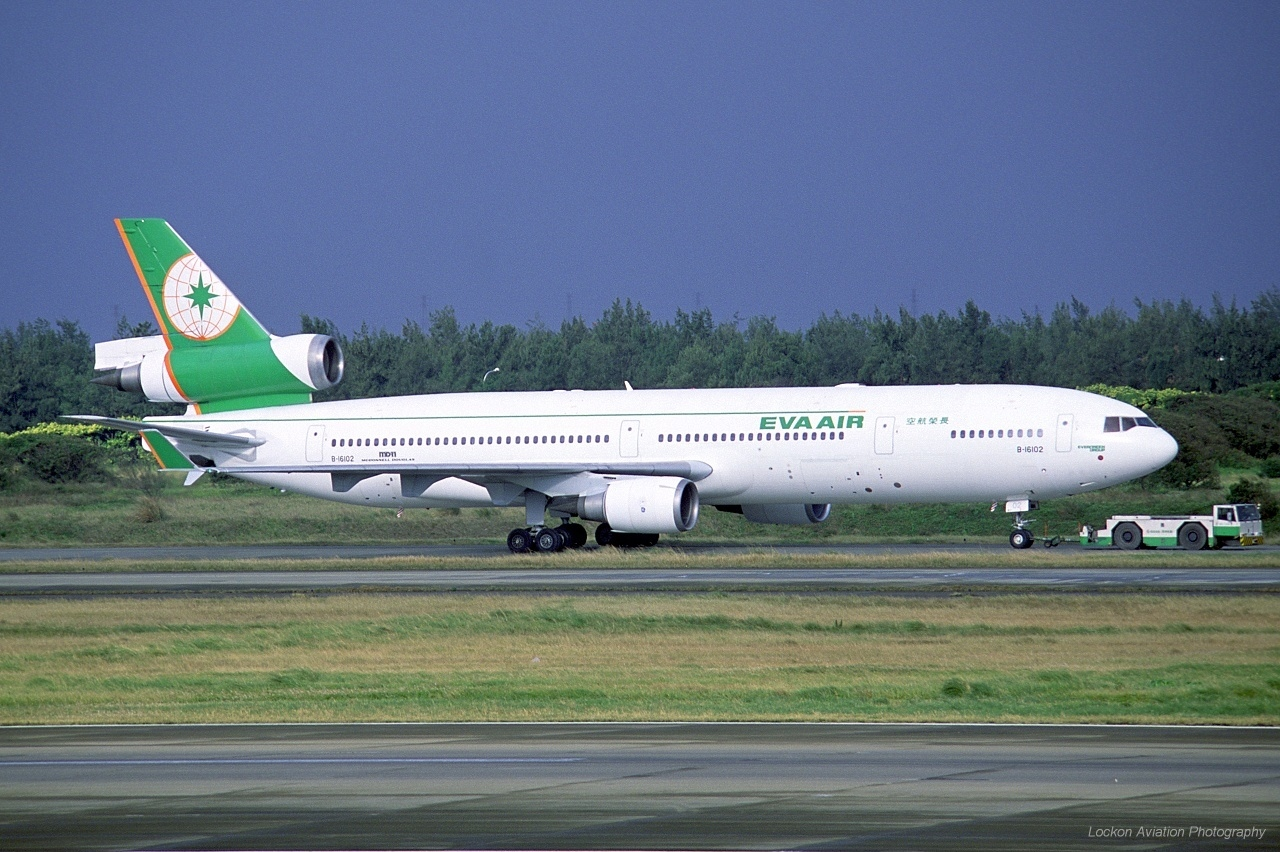
McDonnell Douglas MD-11
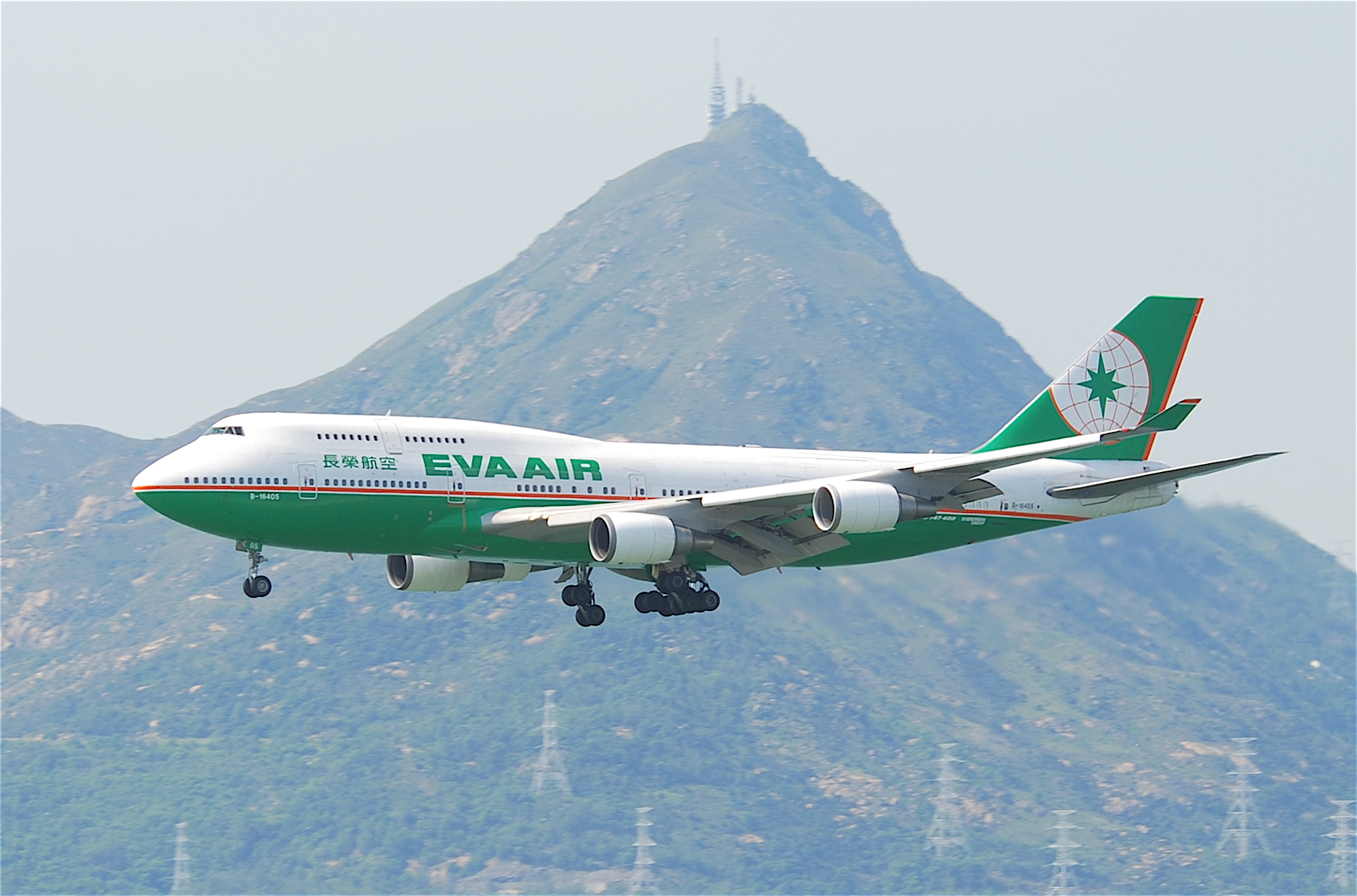
Un ancien Boeing 747-400 à HKG en 2011
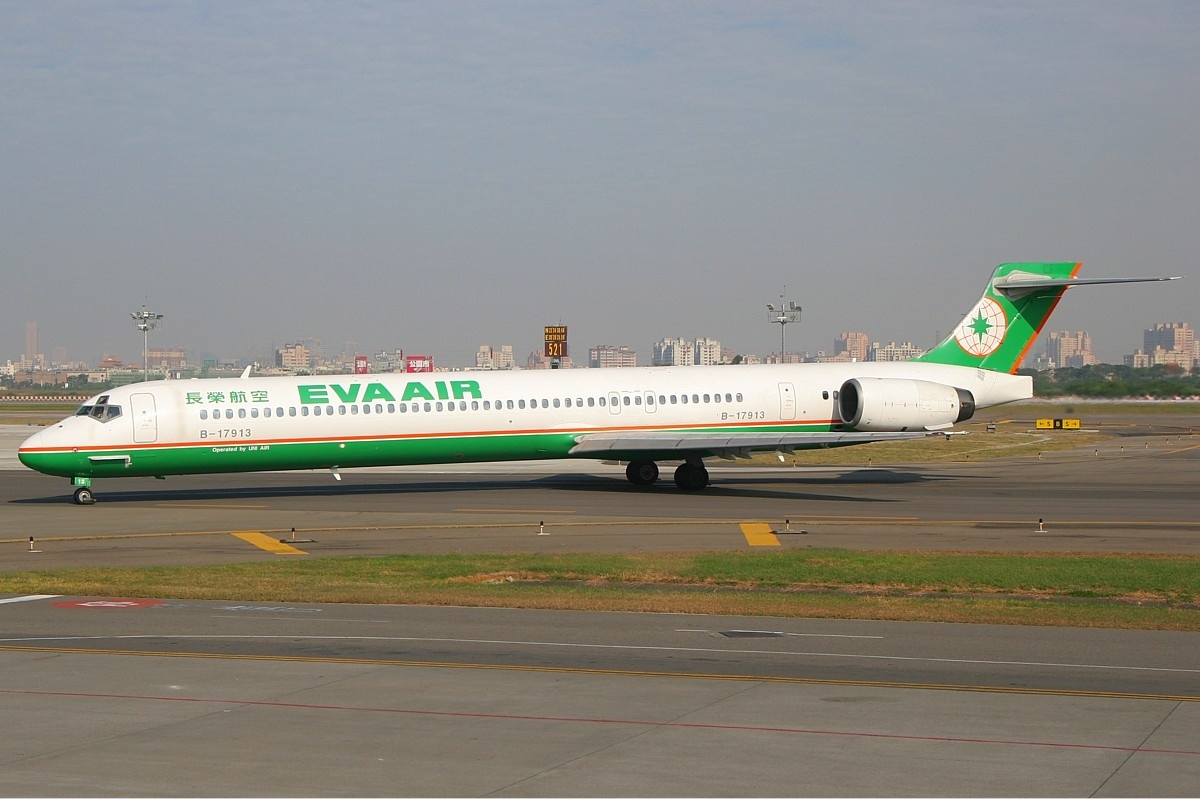
McDonnell Douglas MD-90